# Chapelle Saint-Blaise (Saint-Triphon)
La chapelle Saint-Blaise est une ruine historique située dans le hameau de Saint-Triphon en Suisse . Cette chapelle de style roman, qui existe depuis au moins 1174, a été partiellement restaurée en 2009.